# おしゃれ手帖
『おしゃれ手帖』（おしゃれてちょう）は、長尾謙一郎による日本の漫画。「週刊ヤングサンデー」（小学館）にて、2000年から2006年まで連載。初期は主人公である小石川セツコを中心とした狂気じみた不条理なギャグや過激な下ネタを散りばめた荒唐無稽なストーリーで、１話完結が基本だったが、中盤以降はサブキャラたちがメインとなり、サイケデリックな表現や、抽象的な心理描写などが急増。複数のサブストーリーや無関係と思われたキャラクターたちが複雑に絡み合い、最終話に向けて収斂していく。

## 登場人物

### 小石川家
小石川セツコ
主人公。聖ヤンサン学園に通う高校1年生。クラスは1-H組。聖ヤンサン学園一の清純派。体重51kg。最終話では高嶋の訃報にショックを受け、糞春とキスするが、これは糞春の妄想であったことがチップチョコにより暴かれる。その後、リアカーを引いたみちおが空に浮かび上がる場面を目撃する。
小石川美知子
セツコの母。34歳。元女子プロレスラーで、中学卒業後から女子プロの世界に入った。当時の当時のリングネームは「ロングホーン上杉」で体重は80パウンド、必殺技はおっぱいクラッシャー。髪型が奇抜。近眼。だいのヒップホップぎらい。
小石川丈一
セツコの父。41歳。パイロット。第1巻冒頭では国際線のパイロットだったが、第31話の時点で「リストラの波に巻きこまれ」、（有）埼玉おもしろ航空の軽飛行機に乗っていること及び無免許であったことが判明する。第46話ではセクハラ行為により同社からリストラされ、無職となったこと及びヅラであったことが明かされる。第54話ではコンビニ「はあとふるはぁと」でアルバイトをしている。後に（株）大日本航空社に再就職し、国際線パイロットに復帰。社内OLおっぱい番付の審議委員長を務める。学生時代、獅子舞部でインターハイに参加したらしい。何かにつけて自宅リビングで放尿したがり、第199話では「手放しでもイケる」ようになった。
小石川チャック全開
セツコの弟。すずめ小学校5年生。クラスは5-2組。極端に頭が細長く、常に半ズボンのチャックが全開。性に強い関心がある。実の父親は母美知子の白昼夢に出てきたピエロ。第278話ではチップチョコの向かいの独房に収監されており、テロ行為をはたらいて捕らえられた旨を彼女に語る。
チーコ
美知子の頭に激突し、小石川家で飼われることになった小鳥。その容貌や声帯模写をすることからオウムの仲間と考えられる。
ピエロ
チャック全開の実父。マッハ5で玉乗りする。11年前に美知子が出会い、チャック全開を授かることになった。

### 聖ヤンサン学園（生徒）
丘佐瀬子
セツコの親友。米兵仕込みのスラングを使う。体重52kg。
堀現子
セツコの親友。通称メガネちゃん。図書部。藤堂君が大好きで、彼女が暴走する回が何度か登場する。体重59kg。兄がいる。1-H組のドブス・コンテストで第一回ドブス大賞を受賞する。女走りの世界記録保持者（自称）。
藤堂夏彦
学園一のハンサム。愛車であるトードー2000GTで登校する。セツコらの在籍するファンクラブ「FC藤堂」がある。一番好きなエロビデオは「爆乳課外授業Ⅱ』。
ゴリラ
セツコのクラスメイトの男子。いつも荻野に肩を回している。
荻野
セツコのクラスメイトの男子。メガネをかけている。
土井、こーじ
セツコのクラスメイトの男子。
みっさん
セツコのクラスメイトの男子。坊主頭のメガネ。
カースケ
ちょっとしたおっちょこちょいで死亡した。
ムッツリーニ江口くん
セツコのクラスメイトの男子。下着泥棒をした。
浅野トメ子
セツコのクラスメイトの女子。通称イノキ。シャクレている。霊感が強く、守護霊が現れることがある。セツコのことを「シェッコ」と呼ぶ。アゴはスペアがある。体重47キログラム。
チコちゃん
セツコのクラスメイトの女子。情報屋。実はアメリカのスパイ。体重48キログラム。
委員長
セツコのクラスメイトの女子。メガネ。ウーマンリブ。自分でモミモミしていることがばれて身投げ。
ミドリ
セツコのクラスメイトの女子。コギャル。
ハイセイコー
セツコのクラスメイトの女子。馬ヅラ。ナンパされたことあり。
ブ〜子、モコッペ
セツコのクラスメイトの女子。
熱血夢ノ介
転校生。硬派。夢は「アメリカの大統領になって、エリザベス女王と結婚して巨人に入団すること」。餓死寸前の弟や妹がいっぱいいる。
豪徳寺イヴ
セツコたちの先輩。女子テニス部。リアル・ゴウルドをこよなく愛する学園のスーパーヒロイン。2.5頭身。
うっかり十兵衛
学園イチのうっかり者。
姫子ちゃん
1-H組で飼育されているオウム貝。ドブス・コンテストで準ドブスとなる。
大泉てるお
転校生。校舎をしのぐ巨体の持ち主で、転げ回ってみっさんの家を破壊したり、ジャンプしてブルーインパルスと衝突したりした。
ドジ谷
第三便所野球部のメンバー。
水島
第三便所野球部のメンバー。キャプテンでエース。
NAMIDA
転校生。泣くと肘からミサイルを発射する。

### 聖ヤンサン学園（教師等）
高島六平太
セツコ達のクラスの担任。三重県鳥羽市出身。ヒョウが大好きで、ヒョウのモノマネがうまい（シャー！！）。休日は自宅で「こどもヒョウ教室」を開いている。おならが喋る。ヒゲさんと無二の親友。還暦になる母を持つ。第210話において公園で鳩を狙っているスライと遭遇し、ハンター同士意気投合する。先輩を撃退したスライらと話すうちに、四角錐の向こう側にアフリカの風景を目撃し、アフリカ移住を決断する。アフリカではしばらくスライらと行動をともにしていたが、「2008年までにヒョウを百獣の王にするためにあれこれサポートしていきたい」と語り、スライらと別れヒョウの群への同行に挑んだ。死後、ヒゲさんの枕元に立ち、仲直りできなかったことを悔やんだ。
寺見須初範
日本史の教師。いまだにバブルがはじけていないと思い込んでいる。鼻毛が出ている。自宅は「ベイブリッジマンション」。死んだ兄がおり、その兄が言うには初範は「三男坊」とのこと。
目加
算数の教師。左肩にPCを乗せている。1999年までは気さくな教師だったが、2000年問題の影響か「誤作動」が生じるようになった。登場回（第11話）のタイトルは「OKコンピュータ」。
教頭先生
パンツの色はベージュ。第180話では「教頭先生 湯原すすむ」というキャラクターが1コマのみ登場するが、性別及び外見が異なる。
校長先生
第18話で初登場。ヅラを被っていることが明かされたが、第45話以降は禿頭で登場する。第60話では「ぶっちゃけ祭り」で童心に帰った姿を見せた。第180話では「校長先生 梅川大吾」というキャラクターが1コマのみ登場するが、外見が異なり、それ以前の校長先生と同一人物かは不明。
早川
倫理の教師。「裸は僕の制服」。
小室近未来
音楽の教師。
おてんば理事長しげみちゃん
72歳。趣味はかくれんぼと盗撮。
なめくじ先生
生物の教師。荻野を食べた。
キリン先生
体育の先生らしい。自らの糞でバレーボールをすることを生徒らに求め、それに応じないセツコを留年にした。
パンチラ先生
英語の先生らしい。スカートの中からブルドッグ、ワニ、警察官が出てくる。
おなら先生
さまざまなおならをする。十八番は「ホーバークラフト」。
ボインちゃん先生
ボイン。上半身裸。生徒たちから大人気。第222話で交通事故死する。

### すずめ小学校
坪井先生
チャック全開のクラスの担任。かなり強い。独身。レディースコミックが好き。肉彦に敗れた後、チャック全開によりドラム缶型のロボットに改造された。
重信
すずめ小学校の1年生。チャック全開とともに世界征服をもくろむ。
大竹先生
音楽教師。
千尋
チャック全開と重信の行動を見張っている女子。
服部先生
遺影で登場。荒川肉彦に殺められた模様。

### 荒川家
荒川里江
小石川家の近所に住む。ジャガーのプリントTシャツを着ている。超凶暴で傍若無人だが、高嶋に「そのジャガーをもう一度なめさせろ」と迫られた際はひるんだ様子を見せた。町内の田中さんをスリーパーホールドで殺めている。
ブタ子
荒川家が飼っていたブタ。メス。グルメで性欲が旺盛。小石川家で飼われることになる。
荒川直樹
里江の夫でケンタウロス。「荒川ケンタウロス（有）」の経営者で、自分そっくりのケンタウロスを飼育販売する。あっちは公約どおり週2回。
荒川肉彦
最強のデブ。教室のロッカーで自家製のチャーシューを作っている。必殺技の肉彦ボンバーで代理担任である坪井先生を瞬殺。

### その他のキャラクター
ザックおじさん
セツコのいきつけのお人形ショップの店主。
明菜
ダッチワイフ。1万3千円。女子大生型。美知子の攻撃を受け宇宙に飛び出たが、第51話ではメガネの誕生会に参加している。
イヴ
ダッチワイフ。3万円。外国人型。
ペロスケ
佐瀬子主催のコンパに参加した男子。小学生。将来の夢は「何かの博士」。
デブリン
佐瀬子主催のコンパに参加した男子。小学生。将来の夢は「大臣かF1レーサー」。
きよし
ブタ子お気に入りの出張ホスト。
金剛・キーオ・クンニ・ポンタ
メガネの舎弟の犬達。
はっぴぃおばあちゃん
セツコとチャック全開の祖母。娘時代は米軍のグリーンベレー部隊に女兵士として所属していた。ベトナム戦争での従軍経験があり、ハンバーガーヒルでの攻防戦にも参加した。
荒金翔と箱崎ヨーコ
チャック全開のマブダチ。小学5年生。第2巻95〜96ページでは二人が結婚した様子が描かれている。
総理大臣
「お見舞いショー」開催中の佐瀬子宅の近くを通りかかり、景気が回復したと勘違いした。
スライ・アーノルド
ニューオリンズ出身。「スライジャズダンス教室」にて講師をしていたところ美知子と出会い、小石川家の屋根裏でヒモ生活をするようになる。本業はたまごやさん。口癖は「ソラ、見タコトカ」。アフリカ移住という共通の夢を持つ高嶋のことを「ソウルブラザー」と呼ぶようになる。丈一に破壊された麗香を修理し、陽水と3人で暮らし始める。不法就労。
ヒゲさん
「純喫茶のばら」のマスター。佐瀬子と性的関係を持ちたがっている。本名は富男。第218話で高嶋から絶交を言い渡されたが、その後もヒョウの群に同行しようとする高嶋に向け布団の中から警告を叫ぶなど、高嶋を案じている様子が描かれる。
サイバーメカ獅子舞
頭部はガンダムに酷似している。中身は極道と思われる男性2名。
浜くにお
民自党。「ぶっちゃけ祭り」の際、選挙カーで通りかかったところを手榴弾で爆破された。
スーパー野グソ号
チャック全開が作った戦車。砲塔に旧ドイツ軍のものと思しき鉄十字を付けている。燃料は給食。
ハム助
イノキの飼っていたハムスター。イノキの裸を見て死亡した。
巨大ロボ
セツコの妄想に登場する。ロケットパンチを発射できる。
義彦
セツコの妄想に登場する巨大ホスト。新宿に現れ、巨大ロボと戦う。
純平
寿司職人の18歳。童貞と思われる描写がある。すずめ小学校地下の「世界せーふくセンター2号店」で寿司を握る。が、寿司の腕前はまだまだ。駄洒落大好き。「世界せーふくセンター3号店」ではミサイル発射装置も兼務する。
大泉てるこ
大泉てるおの妹でてるお同様の巨体の持ち主。カーラーの代わりにドラム缶を用いている。
大河原のぶえ
第3巻のあとがきは彼女が書いたことになっている。
糞春
便所の妖精で「糞の精」。糞の国の王子。セツコに惚れ、あの手この手で求愛を行う。ストーリー終盤は最も重要な役割を持つ人物で、物語が彼の妄想であることが最終話で明かされる。妄想を止めに来たチップチョコに結婚を申し込み、承諾される。チップチョコに「（二人の）子供の名前どうする…？」と聞かれ、「謙一郎」を候補に挙げたところをみちおに踏み潰される。
お小水の精
便所の妖精で自称「トイレットフェアリー」。糞春には「ションベの精」と呼ばれている。糞春の母は子供時代から「しーくん」と呼んでいる。
富岡一郎太
（株）大日本航空社の社長。丈一に命を救われたことがきっかけで丈一を自社のパイロットとして採用した。
シゲルとブー子
「世界せーふくセンター3号店」前で純平と交戦した。第123話で再登場した際には首を切られたオオカマキリの攻撃を受ける。
バイロット部長
（株）大日本航空社における丈一の上司。ツルかトキのような外見をしている。特別天然記念物。
カッパ
イノキに脅迫されて大勢の人の尻子玉を抜いている。
ユージ
下北沢駅付近で寺見須が出会った男性。寺見須の「バブルははじけたと思いますか？」というアンケートに「No」と答えた。正体はキツネ。
セキュリティ雛
坪井先生の自宅に飾られていた。弓矢、サイコガン等で武装している。
五月人形
セキュリティ雛に対抗し、チャック全開が放った。バズーカ砲で武装している。
先輩
スライの中学時代の先輩。プリンスを彷彿とさせる外見をしている。スライに上納金を納めさせている。スライ曰く「ニューオリンズ中学第20代番長」で「半ケツの貴公子」。喧嘩に強く、第266話ではスライと麗香を返り討ちにする。
麗香
スチュワーデス。頭部にモノアイを持ち、ジオングを彷彿とさせるロボット。脚部は二輪。メガ粒子砲を装備しているほか、ザク・バズーカ、ザク・マシンガンと思しき武装を展開することもある。丈一との不倫の末、子供（陽水）ができる。カラオケでは「LOVEマシーン」を歌う。国内線担当になった後、ホステスのバイトを始める。源氏名は「キャンディー」。小石川家に無断で押しかけたところを丈一に破壊され、スライに修理される。23歳で、スライによると「ロリ入ッテル」、高嶋によると「声が声優っぽい」。終盤ではスライと陽水とともにアフリカに移住する。
大仏
校内対抗球技大会において、セツコの選球眼に異を唱えてくる。
氷室
寺見須が飼っているハスキー犬。
横キンボーイズ
寺見須の妄想に登場する6人組グループ。半裸でローラースケートを履いている。「横キンボーイズ with ショパン」名義で「スターライト銀河」を歌唱。
デカクソ
衆議院議員に立候補し、高嶋らの支援を受けて当選。後にアメリカ大統領と日米首脳会談をしていることから、総理大臣に就任した模様。
イメルダ
フィリピン人のストリッパー。
ベンちゃん
トレイに住みついた海獣。命名はお小水の精。
ピッチ
スライの妹。
種彦
高嶋が埼玉中央動物園から連れてきたヒョウ。オス。原産地はケニア出身。
早乙女先生
バカ塾講師。ハゲ、髭面、タラコ唇。
理事長先生
バカ塾の理事長。尻が帽子を被ったような見た目。生徒からは「おしりさん」と呼ばれたがる。
地底人
セツコのギャグ「地底人ギューン！!!」に用いられる。地上に出ると瀕死になる模様。
浮夢亭ワンワン師匠
美知子が11年前にピエロと出会った際、誘われて覗いた脳みその中でダーツをしていた。ダーツが「バカ」に当たったことでチャック全開が生まれた。相方は浮夢亭キャンキャン。
松尾さん
麗香の行きつけの工場主。（有）松尾工機を営む。麗香がキャバレーに勤め始めた際には店を訪れるなど、個人的にも親しくしている。
エロ話おじさん
エロ話を天職に持つ男性。猫を抱いている。
星夜
坪井先生が呼んだ出張ホスト。セルシオが欲しい。チャック全開らの放ったサメに食われたが、生還。
桐生
坪井先生が呼んだ出張ホスト。一期一会を大切にしたい。チャック全開らの放った大イカに食われたが、生還。
みっちょん
初範のペットのウーパールーパー。
メリー・ポピンズ風の女性
傘をさし、空中を浮遊している。チップチョコの収監後、傘をさすツインテールでつり目の少女が登場するが、同一人物かは不明。
スーパーターボごう
チャック全開の乗る紙飛行機。
シバヤマ
チャック全開君の好きな女の子。スーパーターボごうシリーズにのみ登場。
ポン太
ボインちゃん先生の仲間の狸。
ヒン兵衛
ボインちゃん先生の仲間の馬。
カン吉
ボインちゃん先生の仲間のカラス。
コヨーテ
ユニット「Koyoːte & Peee」のメンバー。夢は芸能界でセクサス！生活費を稼ぐためにPeeeと一緒にコンビニ「HOT MART」でアルバイトをしている。自称「大胆不敵、天空の覇者！！ファルコン！！！」。
ピー
ユニット「Koyoːte & Peee」のメンバー。自称「ヤングファルコン！！！」。
鋼鉄神スーパージャンボX
麗香の父親。マジンガーZを彷彿とさせる外見をしており、自宅の庭にはロケットパンチが放置されている。高齢で床に伏しており、「ハトヤ」の屋号入りの浴衣を着ている。自宅の表札には「ロボ」とあり、彼と麗香の名字と思われる。第264話では仏壇に写真が飾られており、亡くなっていることが判明するが、その後も幻影となって麗香と陽水に力を貸す。
志賀みちお
糞春曰く「オバサマ族に大人気」の「イケメン俳優」で、愛称は「ミーくん」、代表曲は『ホワイトクリスマス君と…』で、「ミーくんのレディオ・ジャングル」という番組を担当しているらしい。愛車はポルシェ（ポルシェ・996と思われる）。ロンサムカウボーイ。映画『750（ナナハン）キッズ』に出演しているらしい。終盤まで糞をリアカーで運ぶ姿でたびたび登場する。
アンジェリーナ
高嶋が動物園からかっぱらってきた黒ヒョウ。メス。頭部にリボンを付けている。種彦との初対面では種彦を押さえつける強さを見せた。間も無く種彦とペアとなり、高嶋の部屋から蒸発。
小野パセリ
「ペパーミントHOUSE」に住む少女漫画風のキャラクター。第215話にて劇中劇であることが明かされる。第98回ミスサラダ村コンテストにミント地区代表として出場し、ミスサラダ村に選ばれる。このときのエントリーナンバーは42番で、チップチョコの囚人番号と同一。
小野レタス
パセリの夫。スカッシュが趣味。バンダナを巻いている。那迪多の死後、憔悴した姿で亀に餌を与えている様子をヒゲさんと糞春に目撃されている。
ドンスケ
パセリたちの犬。
バカ鬼頭
チャック全開の捨てた犬の糞を虫取り網でキャッチし、「ナイス山椒魚！！！」と叫んだ。
ロージーおばさま
小野パセリの親戚。手製のマーマレードをパセリたちに送った後、パセリ宅を夫（フランクフルトおじさま）とともにサプライズ訪問する。
パンツ君とパンティーちゃん
初夏になると現れるらしい。尿が好物。パンツの国出身。
PONY・YUKANEI・ MOSSAN
「Heart POP 原宿」のメンバーたち。YUKANEIのモデルは兵藤ゆきと思われる。第217話では韓国・南大門市場を訪れクレープを食した。第234話ではK-POP界を代表する3人組男性アイドルグループの楽屋を訪れる。
コアラ
高嶋が公園の樹上で発見し、スライに与えた。スライによると「ショッパクテ喰エタモンジャナカッタ」。
横山真義
ヤングサンデー編集部。「ケツ拓協力」としてクレジットされている。
陽水
丈一と麗香の間にできた子。モノアイを持つ点は麗香と同じだが、脚部が一輪。生後6ヶ月で夜の託児所にてロケットパンチを放った。食事にはカストロールを与えられる。スライと麗香を倒した先輩に襲われそうになるが、亡くなった祖父の幻影とともにロケットパンチで先輩を撃退する。
小野塚チップチョコ
本名小野重美。ひきこもりのアマチュア漫画家。自室のロッカーで大鳥「玄海」を飼育していた。執筆している作品は『ペパーミントHOUSE』。プロとなった那迪多のサイン会に甲冑姿で訪れ、那迪多を日本刀で殺害。捕らえられ収監された後、母親との面会に向かう際に謎の少女から「フトンはがせ」というメモを受け取る。糞春の元に辿り着き、フトンをはがした後、彼から結婚の申し込みをされ受け入れる。二人の子供の名前として糞春が「謙一郎」を候補に挙げた際には「なんかおじいちゃんみたい…」「でも逆にいいかも」と評している。最期は糞春とともにみちおに踏み潰される。
花介
東京最後のモボ。38歳。「ホトトギス」と書かれた着流しを着ている。詩作においては三大セオリーとして「瀟洒、清廉、ユニセックス」を重んじている。医者から横断歩道を渡ることを禁じられている。前髪が薄いことを気にしている。詩人の瞳は万華鏡。
シー坊とハー君
公園の池の中からホストに宇宙船地球号の話をする。第256話では『野に咲く花のように』を歌っている。
ホスト
九州弁を話す。田舎から東京に出てきて7年。シー坊とハー君から宇宙船地球号の話を聞きテイクオフする。
サラリーマン
飲み会帰りと思しきサラリーマン。酔いつぶれた電車で見た夢の中で猫たちのいる部屋を訪れる。チンアナゴから客引きを受けるが断る。セツコとメガネから新任の神様についての話を聞き、真っ白な部屋を訪れる。
バンさん
セツコとメガネが視聴するテレビ番組「バンさんと彦一」の登場人物。彦一とモーターボートに乗っている。はげててごつい。口癖は「わかんねぇことねぇだろうよ」。後に著者の別作品『バンさんと彦一』に再登場し、フルネームが「伴しげふみ」であることが判明する。
彦一
「バンさんと彦一」の登場人物。ひ弱っぽく、出っ歯。いつも体育すわりをしている。バンさんのことが好きらしい。口癖は「わかんないよ…」。後に著者の別作品『バンさんと彦一』に再登場する。
チンアナゴ
風俗業界で客引きをしている。元公娼。ダグラス将校とは恋仲だったらしい。
ハンプトンキンおばさん
80年前、ヨーロッパの小さな村に住んでいた婦人。ノンキ。村の人たちからは「ハンプトンキンおばさん」と呼ばれている。
マッコニーさん
ハンプトンキンおばさんの夫。ノンキ。村の人たちからは「けつ毛」と呼ばれている。
チルチル
小野レタス・パセリ夫妻が飼育する小鳥。
那迪多（「迪」は正確には二点しんにょう）
チップチョコのアマチュア漫画家仲間。ペチャパイ。執筆している作品名は『ペチャパイ☆ろまんす』。オタク語を多用し、チップチョコを「チョコ氏」と呼ぶ。チップチョコによると代アニに通った経歴を持つらしい。後に「ナユネコⅢ世」と改名する（ただしプロになった後は元の名前で活動していることがポスター・サイン会の垂れ幕等で確認できる）。チップチョコを過剰に持ち上げる振る舞いを見せていたが、週ちゃおで最優秀新人賞を受賞、プロとなりチップチョコとの立場が逆転する。売れっ子漫画家となってからの愛車はベンツ。
マミカ先輩
『ペチャパイ☆ろまんす』の登場人物。豊満。
クルミ
『ペチャパイ☆ろまんす』の主人公。ペチャパイ。
コーヘイ
『ペチャパイ☆ろまんす』の登場人物。バンダナをしている。
キッス荻寺
テレビ番組（「おはようございます」「いってらっしゃい」のテロップから、朝の番組と思われる）でMCを務める、ハゲ頭、眼鏡、たらこ唇の男性。一人称は「荻」で、オネエ言葉を用いる。kissが好きらしい。キッスDO！
ポテロング＆ケープ
正式名称不明。ポテロングの空き箱を逆さまにしたものに目が二つ付いており、胴体はケープのボトル。
夢川しゅん
最後のアイドル。好きな食べ物はらっきょ。
ジョーHバーモント
第98回ミスサラダ村コンテストのプレゼンテーター。
しんちゃん
自称「平成のロンリー琵琶法師」。静代と共にAMラジオ番組「土曜モーニングスパゲッティ」のMCを務める。CUE待ちの間にフライングキャッツが頭に乗る。
静代
自称「元気姫」。

### 作中に登場する著名人
川平慈英
第39話に登場。メガネ宅のテレビ画面に写る。
みのもんた
第44話に登場。セツコが電話で悩み相談をする。番組名は「おもいっくそ生電話」。
黒柳さん
第119〜120話に登場。鼻から鼻水パンダを出す。
マツイ
大リーガー。スライは大リーグでも彼が成功することを予言していた。
SPILBERG
メガネが女優を志望した際にハリウッドの自宅を訪ねたところ、E.T.と思しき指先を見せた。
大貫妙子
小野パセリが「大好きなもの」の候補の一つとして『クリシェ (大貫妙子のアルバム)|クリシェ』を挙げる。
岩本好広
第201話で「週間ドラドラHOT情報！」内に登場する「元気印ガンちゃん」のモデルと思われる。
板東英二
第201話で「なんでやねんな！」という台詞のみ登場。
落合監督
大打者。
落合夫人
大打者夫人。ハンバーGood！
宇野コーチ
ご存知うーやん。竜に尻を噛まれた。ゆで卵に目が無い。
アインシュタイン
相対性理論の人。メガネが女走りで光速に達した際にジャンピンニーをかました。
徳川家康
光速女走り（バック）でタイムスリップしたメガネが遭遇した。
田尾
巧打者。般若のコスプレでロッカーから上半身だけ出している。
堀内監督
背番号88。元大投手。右の首筋に穴が開いた穴からちんのすけが顔を覗かせる。ちんのすけをこちょこちょする。
ちんのすけ
巨人投手陣の女房役。ドームは屋根ついているから好き。
シゲ
二代目。「ガオー！」がさまになってきた。三鷹市での炊き出しにおいて、豚汁でも水炊きでもなくポトフをこしらえた。昼の日中から風呂に入っている。
ヒロシ
舘。鍋のことを「べーなー」と呼ぶ。
団長
渡。ポトフを知らない。フランスは知っていた。ドガーン！ドカーン！
アニキ
松方。ケツ釣りが大好き。女も大好き。
コロッケ
アニキからは「コロッケちゃん」と呼ばれている。セリフとシルエットのみ登場。
テレサテン
第231話で麗香が「時の流れに身をまかせ」を聴きながらモノローグでテレサに語りかける。
カワイ
マッコニー・ハンプトンキン夫妻の家の外に立っていた。大きい。

## 登場する店名・団体名等
大人の玩具 ほとんどビョーキ
セツコと丈一がダッチワイフの買い出しに訪れた店。店主は山本晋也にそっくり。
ファッションヘルス東京おっぱい
セツコが「スーパーモデルとかが行く健康センター」か何かと勘違いしてバイトを申し込んだ店舗。
BAR恋泥棒
セツコと美知子がナンパされに訪れた雰囲気の良いバー。美知子が「東京いい店やれる店」で見つけた模様。
山の手タイトヒップス
美知子が参加するママさんソフトチーム。セレブなマダムの集まりで、監督は万年長者番付一位の金小路。
寿司処石松
セツコがブタ子に連れて行かれる寿司屋。大将はブタ語を解するようになった。
スーパー中西
埼玉おもしろ航空に「肉のビックリ市」のチラシ配布を依頼した。
スライジャズダンス教室
埼玉カルチャーセンター内にある。
埼玉スケートセンター
セツコらや藤堂が遊びにいったスケートリンク。豪徳寺イヴと遭遇する。
居酒屋らり八
メガネの背中で営業している居酒屋。
荒川婦人会
荒川里江が主宰する町内の婦人会。テーマは「団結と平和」。
ブティック峰
荒川に紹介され、丈一がジャガー柄のTシャツを求めに訪れる。
季節料理藤川
西暦１億年の話をする酔っ払いがいる。
バカ塾
セツコや佐瀬子が通う塾。講師陣がとっても気持ち悪い。生徒がよく死ぬ。
LIVE HOUSE らんまる
「Koyoːte & Peee」がファーストライブを行ったライブハウス。
ものまねパブ
ブッシュ大統領、フセイン、ビン・ラディン、金正日らのものまねさんが在籍する。
ブラジャーショップ ユミ
5,000円のブラジャーを販売しているが、ボインちゃん先生にとっては高嶺の花。
馬肉 江中
馬肉鍋屋。馬肉を高値買い取りしている。ボインちゃん先生のブラジャー代捻出のために身を挺したヒン兵衛の亡骸をポン太・カン吉が売りにいくが、店の前でポン太が交通事故死。ボインちゃん先生一行は全滅することになる。
詩と文芸社
花介が詩（玉稿）を売り込みに訪れようとする。
スナックニューやんちゃ姫
第228話でセツコ、メガネ、ヒゲさんらが訪れる。ステージに2条刈りのコンバインが置いてある。
喫茶室マティス
第229話で高嶋がお茶している喫茶店。日焼けサロンから出てきたスライを目撃する。
スーパーとみだ
バンさんがモーターボートに持ち込んだ桃をしまった袋に書いてある店名。
悟空
高嶋がスライと待ち合わせした居酒屋。高嶋と麗香はここで初対面となる。
ビデオ個室咲太郎
丈一がフライト前に立ち寄り、ポテロング＆ケープに出会う。
a little shop
小野レタス・パセリ夫妻が開いた店。所在地は夫妻が出会った「フレッシュストリート南ヘルシーアベニュー30番街」。売りものは「幸せ」。
キャバクラOasis
キャンディー（麗香）が働く店。
民宿もん助
バンさんと彦一が滞在する宿。
「STUDIO NAYU」
プロ漫画家になった那迪多がアシスタントらとともに執筆活動を行うスタジオ。

## 舞台背景
小石川家や、聖ヤンサン学園などメインとなる舞台は埼玉県である。コミックス第1巻では第1話と第2話の間に埼玉の地図が挿入されている。第7話の最終コマでは「ここは埼玉県…」というモノローグが挿入される。第63話で登場するスケートリンクの名前は「埼玉スケートセンター」。また終盤のスライと麗香のアパートは北区にあり、さいたま市北区であると考えられる。

## 評価
- 小説家・花村萬月による単行本第7巻帯コメントでは「変態脱皮を繰返し、可笑しの彼岸を徘徊、猶且つ漫画の輪廻を軽々超越、嗚呼一体何処に飛び去るか、長尾謙一郎ー只管、瞠目！」とある。
- アンガールズ・田中卓志による単行本第10巻帯コメントでは「最初はタイトルに惹かれて、遊びのつもりで読んでただけだったんです………それが…………！！」とある。また、浅野忠信、小田島等、佐藤征史（くるり）、花村萬月ほか多数の各界著名人らが声援・支持を集めている旨が記載されている。